# Glossinidae
Glossinidae Theobald, 1903  é una famiglia monotipica di ditteri che comprende il solo genere Glossina, ovvero le mosche tsé-tsé vettori del tripanosoma che provoca la malattia del sonno negli esseri umani.

## Tassonomia
La famiglia Glossinidae comprende solo il genere Glossina, un taxon con distribuzione naturale nell'Africa subsahariana. Il genere a sua volta comprende le seguenti specie:
- Famiglia Glossinidae
  - Genere Glossina
    - Glossina austeni
    - Glossina brevipalpis
    - Glossina caliginea
    - Glossina frezili
    - Glossina fusca
    - Glossina fuscipes
    - Glossina fuscipleuralis
    - Glossina haningtoni
    - Glossina longipalpis
    - Glossina longipennis
    - Glossina medicorum
    - Glossina morsitans
    - Glossina nashi
    - Glossina nigrofusca
    - Glossina pallicera
    - Glossina pallidipes
    - Glossina palpalis
    - Glossina schwetzi
    - Glossina severini
    - Glossina swynnertoni
    - Glossina tabaniformis
    - Glossina tachinoides
    - Glossina vanhoofi